# Niżnije Siry
Niżnije Siry (ros. Нижние Сиры) – wieś (sieło) w Rosji, w Chakasji, w rejonie tasztypskim. W 2010 liczyła 412 mieszkańców.